# Uliger
Uliger – ludowy epos przekazywany ustnie, należący do buriackiej i mongolskiej tradycji kulturowej.